# Playlist Your Way
Playlist Your Way es una compilación del rapero DMX, lanzado el 24 de febrero de 2009. Este disco recopila las mejores canciones de DMX y fue lanzado bajo Def Jam y Universal Records.

## Lista de canciones
1. "Where The Hood At" - 4:48
2. "What These Bitches Want" (con Sisqó) - 4:15
3. "Get At Me Dog" (con Sheek Louch) - 3:06
4. "Ruff Ryders Anthem" - 3:34
5. "What's My Name?" - 3:54
6. "Party Up" - 4:34
7. "X Gon' Give It To Ya" - 3:39
8. "We Right Here" - 4:31
9. "Hows It Goin Down" - 4:06
10. "One More Road To Cross" - 4:21
11. "Slippin" - 5:08
12. "Get It On the Floor" (con Swizz Beatz) - 4:25
13. "Damien" - 3:44
14. "Who We Be" - 4:49

- Datos: Q656599